# Uncinia caespitosa
Uncinia caespitosa är en halvgräsart som beskrevs av John William Colenso och Francis M.B. Boott. Uncinia caespitosa ingår i släktet Uncinia och familjen halvgräs. Inga underarter finns listade i Catalogue of Life.